# Interplanetära magnetfältet
Det interplanetära magnetfältet (IMF) är det magnetiska fältet i rymden mellan himlakropparna i solsystemet. 

## Uppkomst och styrka
Källan till IMF är solen. Solvinden drar med sig magnetfält från solen ("infruset magnetfält") ut i rymden. Tack vare denna plasmaeffekt är IMF mycket starkare än vad det skulle varit om rymden mellan planeterna vore ett vakuum. Typisk styrka på IMF vid jordens bana är några nanotesla, och fältets styrka avtar omvänt proportionellt mot avståndet från solen. Utan solvindens plasma hade avtagandet varit mycket snabbare, omvänt proportionellt mot avståndet i kubik, och IMF skulle bara haft en styrka på några pikotesla.

## Riktning - Parkerspiralen

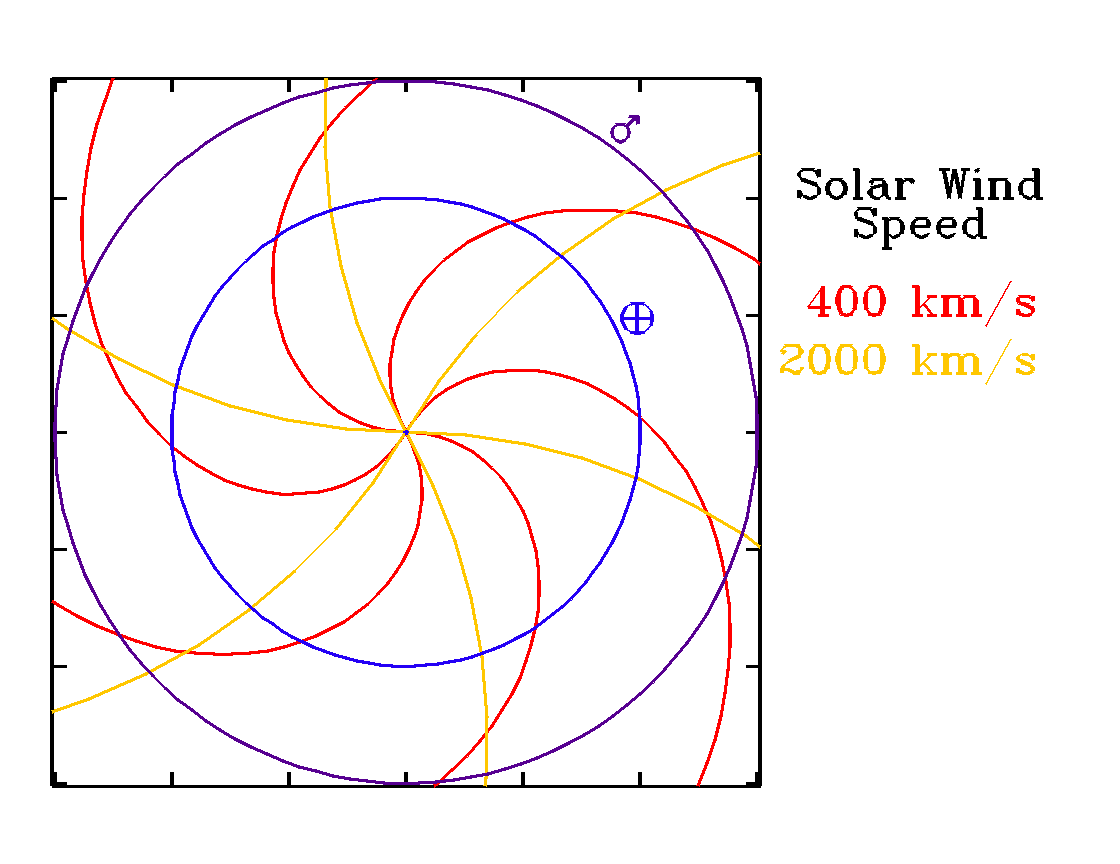
Det interplanetära magnetfältet (IMF) får en spiralstruktur, känd som Parkerspiralen, på grund av solens rotation. Figuren visar denna struktur för två olika hastigheter hos solvinden, 400 km/s (röd) och 2000 km/s (gul). Banorna för jorden (blå) och Mars (violett) är inritade. Bildkälla: NASA

Eftersom solen roterar medan den slungar ut solvinden så får IMF:s fältlinjer en spiralstruktur, Parkerspiralen, där fältets riktning blir alltmer vinkelrät mot solriktningen ju längre ut från solen man kommer. Hur hårt spiralen är lindad beror också på solvindens hastighet: låg hastighet ger hårdare lindning, eftersom solen då hinner snurra längre under den tid det tar för solvinden att röra sig en viss sträcka. Spiralstrukturen gäller magnetfältlinjerna, inte solvindens flödesriktning, som är riktad rakt ut från solen. Fenomenet är besläktat med den spiralformade vattenstrålen från en roterande vattenspridare, där varje vattendroppe rör sig rakt ut från spridaren. Typiskt är IMF vid jordbanan riktat omkring 45 grader från solriktningen, medan motsvarande vinkel ute vid Saturnus ligger runt 85 grader.
Parkerspiralen anger hur IMF är riktat i medeltal, men variationerna kan vara stora, även ut ur planet i figuren. Denna nord- eller sydriktade komponent är särskilt betydelsefull för rymdvädret, eftersom den påverkar rekonnektion vid jordens och andra planeters magnetosfärer och därmed styr energiflödet till magnetosfären och indirekt den typ av rymdväderutbrott som kallas substormar.

## Interplanetära strömskiktet

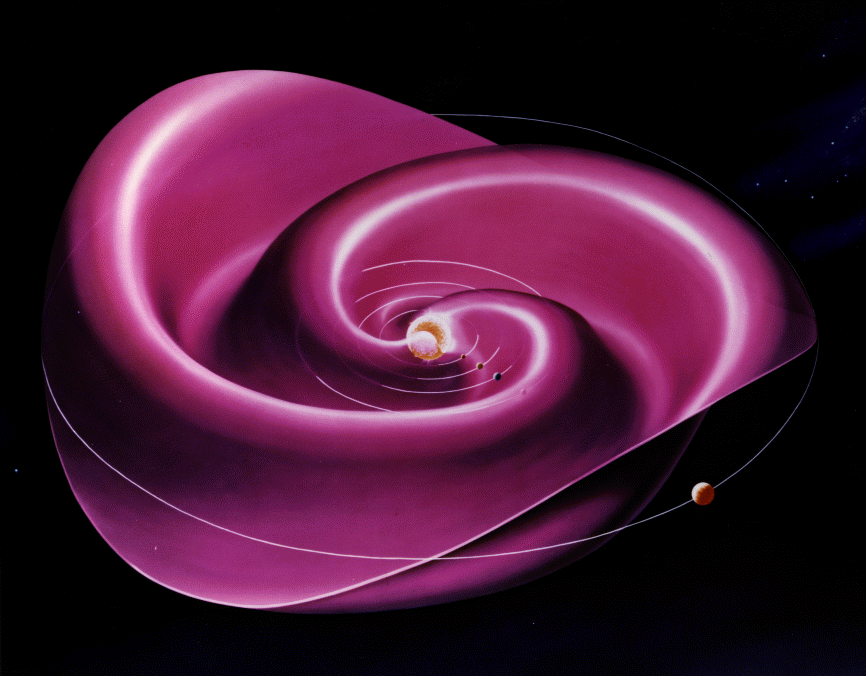
Skiss av hur det interplanetära strömskiktet kan tänkas se ut, med några planetbanor (Merkurius, Venus, jorden, Mars, Jupiter) inritade. Solen och planeterna är inte skalenliga. Bildkälla: NASA

Parkerspiralen visar hur man kan förvänta sig att de interplanetära magnetfältlinjerna beter sig, men inte hur IMF verkligen är riktat: utåt eller inåt. Om man befinner sig i en viss punkt i rymden så beror den riktning på IMF som man verkligen kan mäta upp på hur solens magnetfält var riktat i den punkt där solvinden man just ser skickades ut från, eftersom IMF transporteras ut från solen med solvinden. Solens magnetfält har vanligen en dominerande riktning på solens norra halvklot och en annan på dess södra, vilket ute i solvinden leder till bildandet av det interplanetära strömskiktet i gränsytan mellan områden med IMF i olika riktningar, i enlighet med Ampères lag. Detta strömskikt är vanligen långtifrån plant, utan kan ha en komplicerad veckad struktur. Strömmen i detta strömskikt bärs av solvindens plasma.

## Variationer

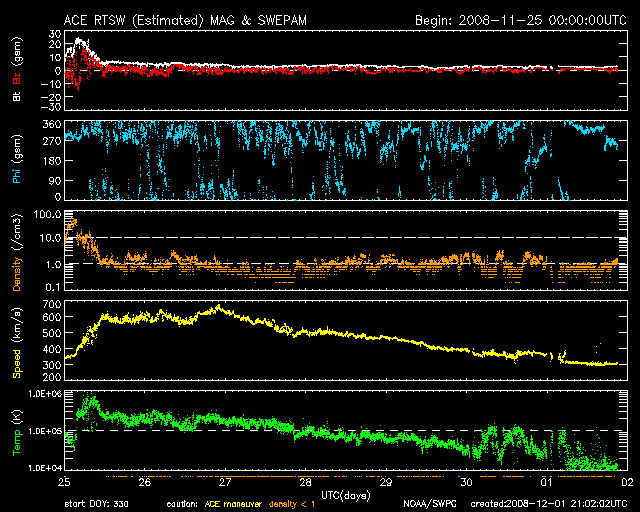
Variationen hos IMF och solvinden under en vecka i november 2008. Överst visas magnetfältets styrka (vitt) och dess nordriktade komponent (röd). Näst överst visas hur magnetfältet är riktat i ekliptikalplanet, så att 45 grader och 225 grader motsvarar ritning längs den förväntade Parkerspiralen. De tre undre panelerna visar solvindens täthet, fart och temperatur. Bildkälla: NASA/ACE.

Eftersom jorden rör sig i ett plan (ekliptikalplanet) som ungefär sammanfaller med solens ekvatorsplan så ligger jordbanan oftanst i närheten av det interplanetära strömskiktet. Effekten blir att IMF vid jorden hela tiden ändrar riktning när jorden befinner sig än över, än under det veckade strömskiktet, så att en rymdfarkost i solvinden ser IMF byta riktning då och då. Dessutom finns andra källor till störningar i solvinden, till exempel koronamassutkastningar, och solvinden har också en egen dynamik, vilket gör att IMF i praktiken varierar kraftigt. Parkerspiralstrukturen ska därför betraktas som ett medelvärde och kan inte användas för detaljerade förutsägelser.